# Гранин, Борис Митрофанович
Гранин, Борис Митрофанович (12 марта 1910, станица Михайловская Хопёрского округа области Войска Донского — 1963, Адлер) — участник финской и Великой Отечественной войн. Герой обороны Ханко. Полковник.

## Биография
Родился 12 марта 1910 года в станице Михайловская Хопёрского округа области Войска Донского (ныне Волгоградской области) в семье дворянина, войскового старшины казачьих войск Меринова Митрофана Ильича и мещанки Марии Михайловны. 
Отец — донской казак, кавалер трёх Георгиевских крестов. В годы гражданской войны сражался в рядах Красной Армии. Пропал без вести в годы Гражданской войны.
В юности переехал в Гжель, где устроился на работу. Чтобы скрыть свою дворянскую фамилию (Меринов), фиктивно женился на девушке с фамилией Гранина.
30 августа 1930 года поступил в Военно-Морское училища им. Фрунзе в Ленинграде. В сентябре 1932 года перевелся в Севастопольское военно-морское училище береговой обороны, которое успешно закончил. В 1932 году был назначен на форт Красноармейский. С октября 1933 года — командир башни 12-го артиллерийского дивизиона Кронштадтского укрепленного района. С февраля 1936 года командир батареи 14-го артиллерийского дивизиона Кронштадтского укрепленного района. С января 1938 года командир 101-й батареи отдельного артиллерийского дивизиона Северного укрепленного района. С мая 1939 года командир 11-го отдельного артиллерийского дивизиона Северного укрепленного района. С ноября 1939 года принимал участие в советско-финской войне. В декабре 1939 года командование зимней обороны островов Финского залива решило создать лыжный батальон особого назначения из добровольцев моряков. Гранин изначально был назначен начальником штаба, но в связи с болезнью командира, полковника Крыжанкова, был повышен в должности до командира батальона.
Пару слов о Б.М. Гранине.  Он был 1910 года рождения, член КПСС с 1930 года, окончил военно-морское училище по артиллерии, от командира взвода дошел до командира отдельного арт.дивизиона. Был командиром 1-го отдельного арт. дивизиона и командиром форта Первомайск Кронштадтского укрепрайона.

Он сам среднего роста, коренастый, характер мягкий, выдержанный, с большими волевыми качествами. Он был рожден для войны, спокойно сидеть наблюдать на ход события без личного участия не мог, когда его артиллерия перестала достигать цели противника т.к. фронт продвигался вперед. Он решил добровольно уйти на фронт борьбы, он любил носить свою густую черную бородку.Ганеев, Валентин Явамбаевич
Весной 1940 года перевелся на полуостров Ханко (Гангут), где был назначен командиром 29-го артиллерийского дивизиона сектора береговой обороны ВМБ Ханко в звании капитана. С началом войны его жена и дети были отправлены в Ленинград, а сам он остался служить на Ханко.
Приказом командующего обороной Ханко С. И. Кабанова в июле 1941 года был создан сводный десантный отряд во главе с Граниным. Отряд захватил о-ва Хорсен и Старкерн (10 июля), Гунхольм (30 июля), Эльмхольм (5 августа) и Фурушер (4 августа), Талькогрунд, Фуруэн (12 августа), Дувахольм (28 августа) а также воспрепятствовал высадке финского десанта на о-вах Эльмхольм (16 августа), Кутхольм (1 сентября) и Гунхольм (5 сентября).
Жизнь показала, что мы сделали самый правильный выбор, назначив командиром десантного отряда Бориса Митрофановича Гранина, того самого Гранина, который командовал в финскую войну лыжным батальоном моряков, зимой, в сорокаградусный мороз, по льду Финского залива проник в глубокий тыл противника и, как было сказано в маннергеймовских газетах, «вызвал переполох в столице». Гранин первый прибыл с пушками на Ханко, ставил первую батарею, дал первый учебный залп и первый боевой залп, когда началась война. Это гранинцы сбили громадную вышку на Моргонланде. Лучшей кандидатуры, чем этот хороший артиллерист и организатор, смелый, решительный командир, хотя не без доли партизанщины, я не видел. Заместителем по политической части стал его же заместитель в дивизионе батальонный комиссар Данилкин, а начальником штаба капитан Федор Георгиевич Пивоваров, скромнейший человек, храбрый и умный, как его потом называли, «мозг отряда». Добавлю к этому, что Гранин носил полученный за финскую войну орден Красного Знамени, не столь уж часто встречавшийся в те времена, что создавало ему в глазах десантников особый ореол.Генерал-майор Сергей Кабанов
В конце сентября Гранина вернули в 29-й дивизион, посчитав, что в обороне он проявляет себя хуже, чем в наступлении.
В ночь со 2 на 3 декабря при эвакуации Ханко отряд Гранина погрузился на турбоэлектроход «Иосиф Сталин», который попал на минное поле и затонул. Гранина подобрал катер, вывезший спасенных людей на остров Гогланд.
С 25 апреля 1942 года командовал 402-м гвардейским железнодорожным артиллерийским дивизионом. С 6 сентября 1942 года командир отдельного отряда автоматчиков ГВМБ. С декабря 1942 года командир 402-го гвардейского железнодорожного артиллерийского дивизиона. Участвовал в прорыве блокады Ленинграда и в боях на Синявинском направлении.
С апреля 1944 года до конца войны командир 406-го гвардейского железнодорожного артиллерийского дивизиона. Участвовал в боях на Карельском перешейке. В январе 1945 года участвовал в ликвидации Мемельской группировки немцев.
После войны был начальником железнодорожной бригады в Либаве, дослужился до звания полковника. Избирался депутатом городского совета[когда?]. 
Летом 1950 года был назначен начальником военного гарнизона на острове Русском на Дальнем Востоке. В 1953 году был переведен во Владивосток на должность заместителя командующего береговой обороной[уточнить]. 
Он решает завершить военную службу [когда?] и переехать на Чёрное море, где в молодости окончил училище, выбрав поселиться в Адлере. Работал начальником спасательной станции.
Умер в 1963. Похоронен на старом Адлерском кладбище.

## Награды
- 1940 Орден Красного Знамени[10]
- 01.01.1942	Орден Красного Знамени

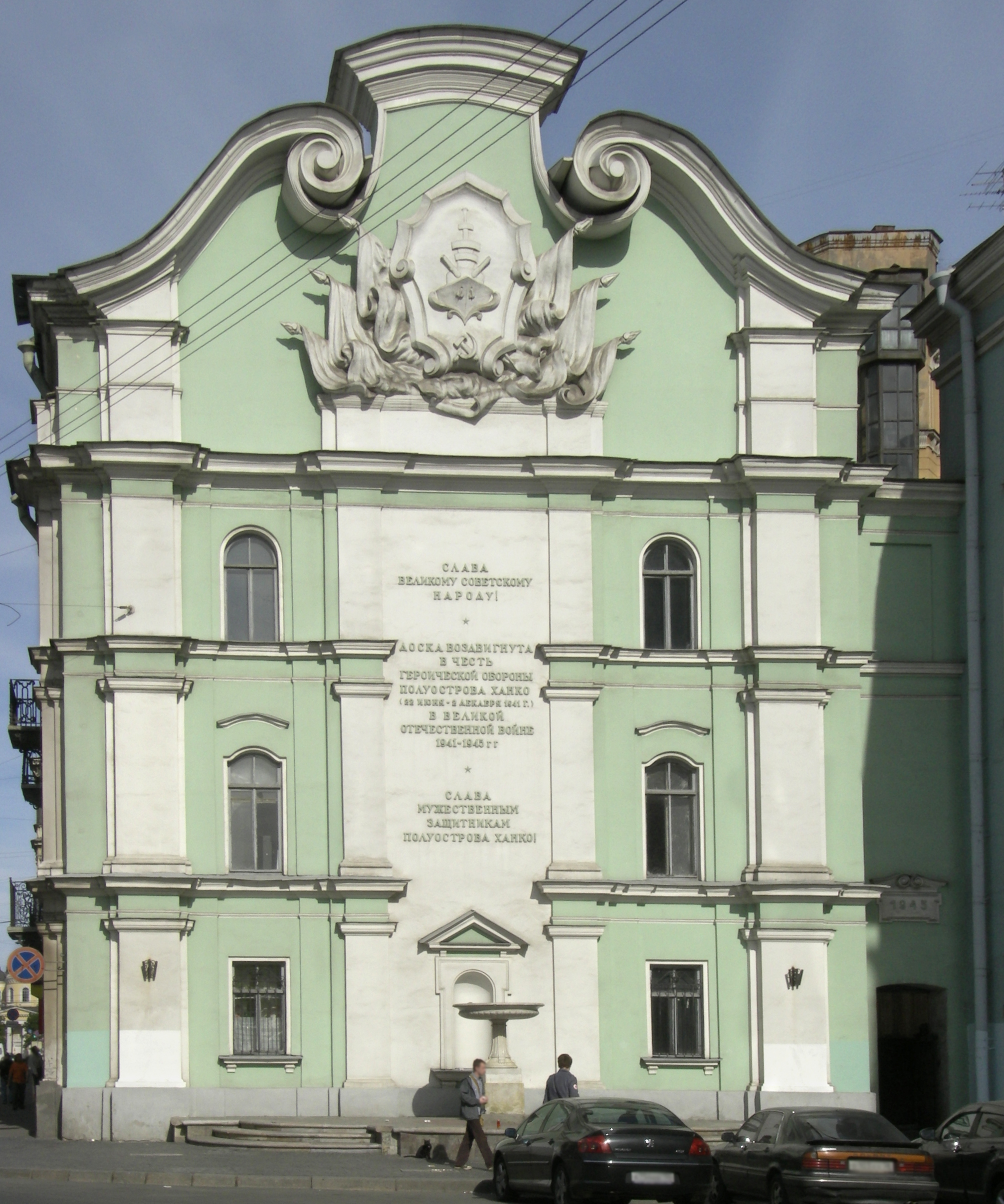
Доска в честь защитников о. Ханко. Санкт-Петербург, ул. Пестеля 11 (1946). Архитекторы В. В. Каменский, А. А. Лейман

- 08.06.1943 Медаль «За оборону Ленинграда»
- 27.10.1943 Орден Отечественной войны II степени
- 03.02.1944	Орден Отечественной войны I степени
- 08.07.1944	Орден Красного Знамени
- 10.09.1944 Медаль «За боевые заслуги»
- 07.04.1945	Орден Нахимова II степени
- 17.09.1945 - Медаль «За победу над Германией в Великой Отечественной войне 1941—1945 гг.»
- 10.11.1945	Орден Красной Звезды
- наградное оружие - пистолет ТТ (серийный номер УМ-709), который в октябре 1958 года был подарен Центральному военно-морскому музею (и в дальнейшем стал экспонатом музея)[2]